# Беляковка (Восточно-Казахстанская область)
Беляковка (каз. Беляковка) — упразднённое село в Зыряновском районе Восточно-Казахстанской области Казахстана. Ликвидировано в 1980-е годы.

## Географическое положение
Располагалось на реке Таволжанка (приток Бухтармы) в 2 км к северу от села Дородница.

## Население
На карте 1984 г. в селе значатся 10 жителей.